# Pontia beckerii
Pontia beckerii är en fjärilsart som först beskrevs av Edwards 1871.  Pontia beckerii ingår i släktet Pontia och familjen vitfjärilar. Inga underarter finns listade i Catalogue of Life.

## Bildgalleri

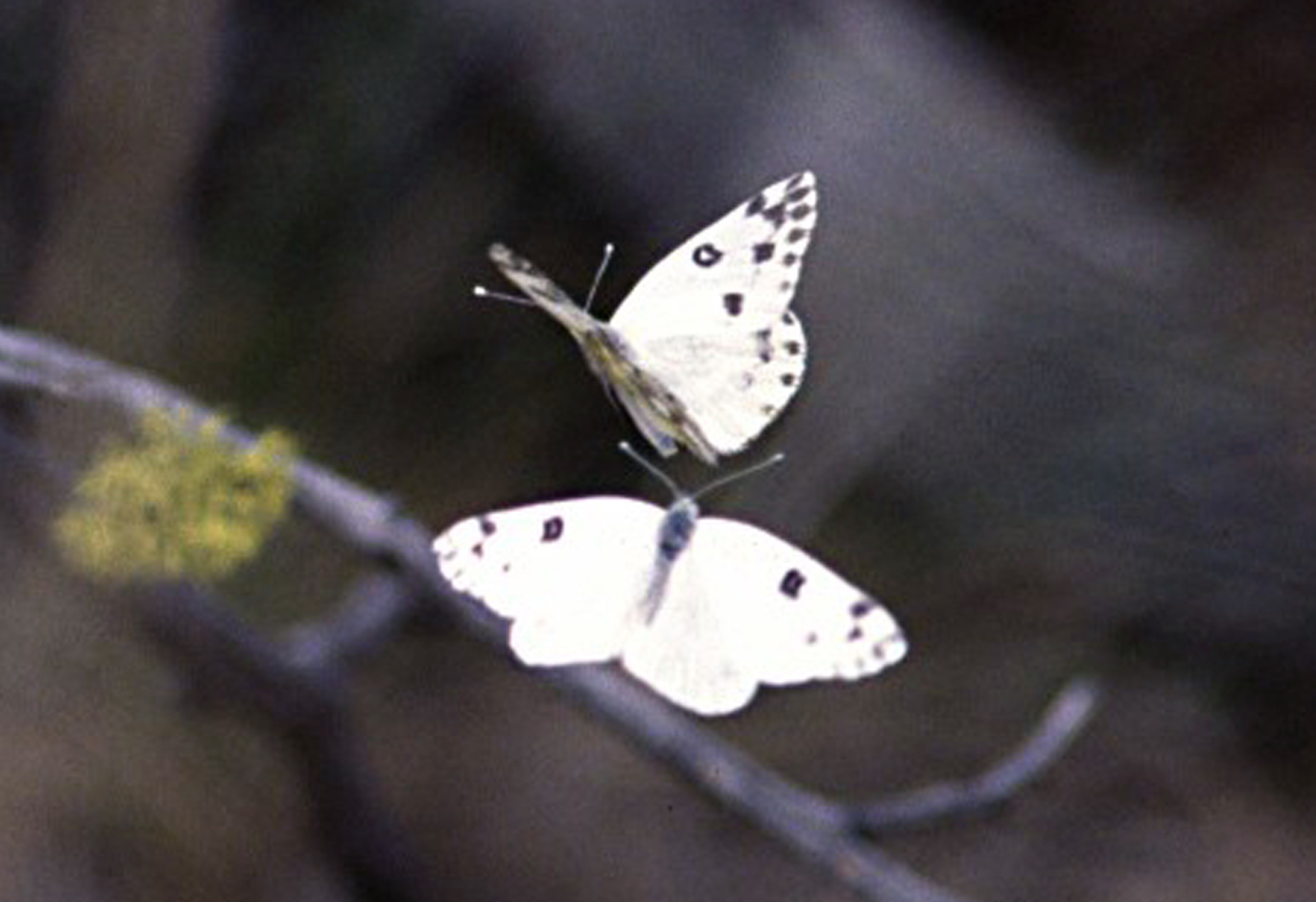
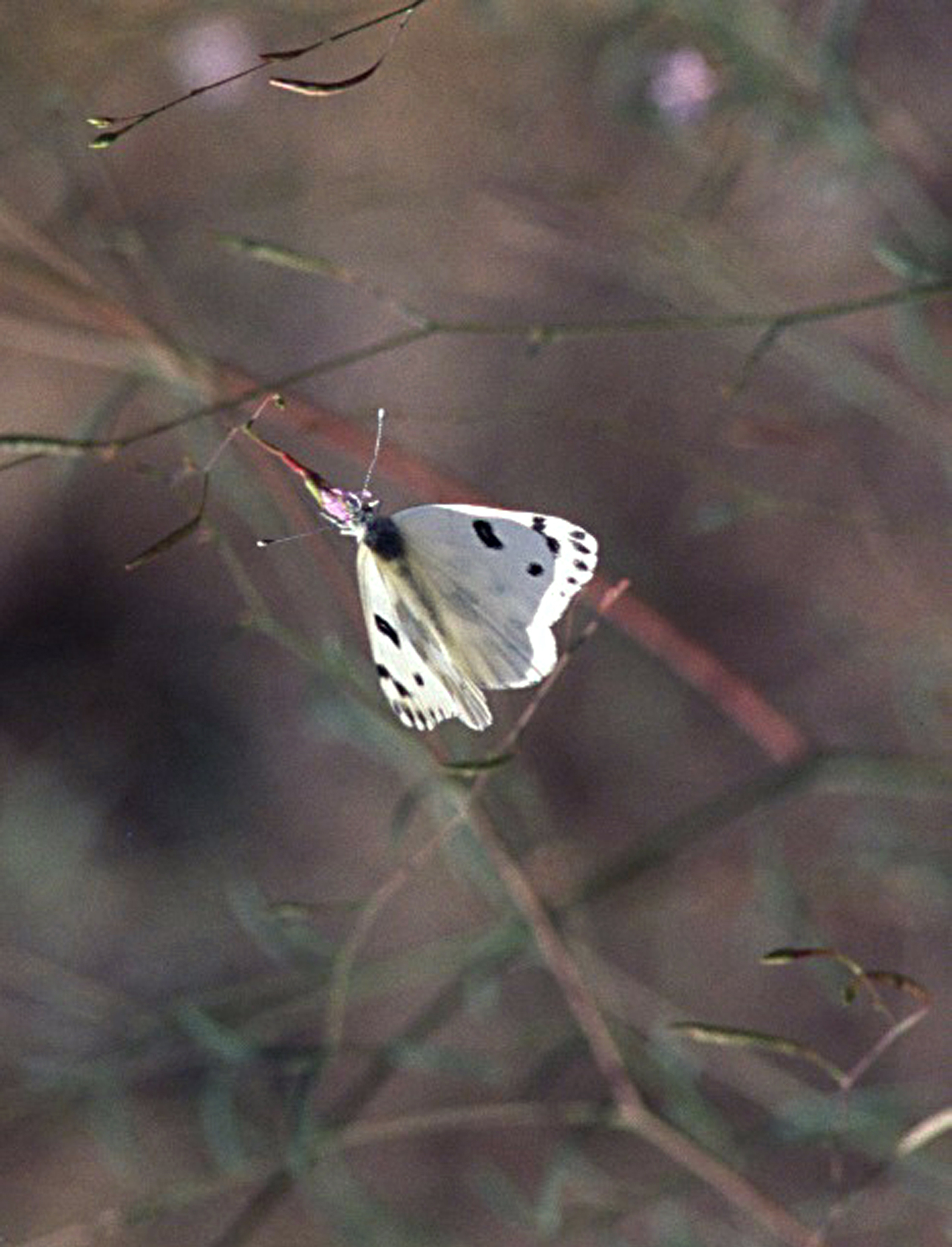